# الصباح
الصباح (عربی: الصباح) روزنامه تونسی است که به زبان عربی در «دارالصباح» منتشر می‌شود؛ این روزنامه را «الحبیب شیخ روحه» بنیانگذاری و اداره می‌کرد و بعداً این کار به فرزندانش منتقل شد.

## تاریخچه
اولین شماره الصباح در اول فوریه سال ۱۹۵۱ منتشر شد و از این تاریخ به بعد؛ دوبار این روزنامه کارش متوقف شد؛ که بار اول در سال ۱۹۵۶ بعد از حمایت صاحب امتیاز روزنامه از «صالح بن یوسف» علیه «حبیب بورقیبه» در زمانی که اختلاف و درگیری بین این «دو مرد» وجود داشت اتفاق افتاد؛ و بار دوم در سال ۲۰۰۰ به دلایل مالی تعطیل شد؛ این روزنامه در تیراژ ۷۰۰۰۰ تا ۷۸۰۰۰ توزیع می‌شد.